# Астраханський сільський округ (Аккайинський район)
Астраха́нський сільський округ (каз. Астрахань ауылдық округі, рос. Астраханский сельский округ) — адміністративна одиниця у складі Аккайинського району Північноказахстанської області Казахстану. Адміністративний центр — село Астраханка.
Населення — 960 осіб (2021; 1135 у 2009, 1298 у 1999, 1620 у 1989).
Станом на 1989 рік існувала Астраханська сільська рада (села Астраханка, Каратомар).

## Склад
До складу округу входять такі населені пункти:
| Населений пункт  | Старі назви | Населення, осіб (1989) | Населення, осіб (1999) | Населення, осіб (2009) | Населення, осіб (2021) |
| ---------------- | ----------- | ---------------------- | ---------------------- | ---------------------- | ---------------------- |
| Астраханка, село | -           | 1248                   | 969                    | 842                    | 735                    |
| Каратомар, село  | -           | 372                    | 329                    | 293                    | 225                    |